# Chora (Afghanistan)
Chora oder Tschora (paschtunisch چوره) ist eine Stadt und der Name des umliegenden Bezirks in der Provinz Uruzgan. Der Bezirk hat 59.830 Einwohner (Stand 2022).
Der Bezirk liegt im Tal Balutschi (englisch Baluchi Valley), durch den der Fluss Tschor (auch Darwischan genannt) bis nach Tarin Kut zum Tīrī Rūd fließt. Hier fand während des Afghanistankrieges die Schlacht von Tschora statt.